# The Show (película 2017)
The Show, también conocida como This Is Your Death, es película estadounidense de drama estrenada a mediados de 2017 y dirigida por Giancarlo Esposito. La protagonizan Josh Duhamel, Famke Janssen, Sarah Wayne Callies y Giancarlo Esposito.

## Sinopsis
Los inescrupulosos productores de una cadena de televisión estadounidense deciden aprovechar una tragedia en el set de un programa matutino para idear un nuevo Reality show, dónde los participantes se suicidan en cámara si la audiencia así lo elige.

## Reparto
- Josh Duhamel como Adam Rogers
- Famke Janssen como  Ilana Katz
- Sarah Wayne Callies como Karina
- Giancarlo Esposito como  Mason Washington
- Caitlin Fitzgerald como Sylvia
- Chelah Horsdal como Mamá de Eliot
- Chris Ellis como Keller
- Scott Lyster como Zack
- Cory Gruter-Andrew como Eliot